# Nohant-Vic
Nohant-Vic és un municipi francès, situat al departament de l'Indre i a la regió de Centre – Vall del Loira. L'any 2007 tenia 475 habitants.

## Demografia

### Població
El 2007 la població de fet de Nohant-Vic era de 475 persones. Hi havia 202 famílies, de les quals 60 eren unipersonals (32 homes vivint sols i 28 dones vivint soles), 83 parelles sense fills, 55 parelles amb fills i 4 famílies monoparentals amb fills.
La població ha evolucionat segons el següent gràfic:
Habitants censats

### Habitatges
El 2007 hi havia 280 habitatges, 211 eren l'habitatge principal de la família, 53 eren segones residències i 15 estaven desocupats. 271 eren cases i 7 eren apartaments. Dels 211 habitatges principals, 170 estaven ocupats pels seus propietaris, 36 estaven llogats i ocupats pels llogaters i 6 estaven cedits a títol gratuït; 2 tenien una cambra, 14 en tenien dues, 26 en tenien tres, 66 en tenien quatre i 104 en tenien cinc o més. 195 habitatges disposaven pel capbaix d'una plaça de pàrquing. A 95 habitatges hi havia un automòbil i a 91 n'hi havia dos o més.

### Piràmide de població
La piràmide de població per edats i sexe el 2009 era:
| Homes | Edats   | Dones |
| ----- | ------- | ----- |
| 0     | 95 o +  | 0     |
| 4     | 90 a 94 | 0     |
| 0     | 85 a 89 | 0     |
| 0     | 80 a 84 | 4     |
| 16    | 75 a 79 | 20    |
| 12    | 70 a 74 | 8     |
| 16    | 65 a 69 | 16    |
| 24    | 60 a 64 | 8     |
| 8     | 55 a 59 | 4     |
| 8     | 50 a 54 | 20    |
| 28    | 45 a 49 | 12    |
| 24    | 40 a 44 | 32    |
| 24    | 35 a 39 | 12    |
| 12    | 30 a 34 | 12    |
| 12    | 25 a 29 | 12    |
| 16    | 20 a 24 | 28    |
| 32    | 15 a 19 | 12    |
| 24    | 10 a 14 | 28    |
| 12    | 5 a 9   | 4     |
| 8     | 0 a 4   | 16    |

## Economia
El 2007 la població en edat de treballar era de 300 persones, 208 eren actives i 92 eren inactives. De les 208 persones actives 200 estaven ocupades (110 homes i 90 dones) i 8 estaven aturades (6 homes i 2 dones). De les 92 persones inactives 34 estaven jubilades, 26 estaven estudiant i 32 estaven classificades com a «altres inactius».

### Ingressos
El 2009 a Nohant-Vic hi havia 215 unitats fiscals que integraven 494 persones, la mediana anual d'ingressos fiscals per persona era de 17.034 €.

### Activitats econòmiques
Dels 24  establiments que hi havia el 2007, 2 eren d'empreses alimentàries, 2 d'empreses de fabricació d'altres productes industrials, 6 d'empreses de construcció, 3 d'empreses de comerç i reparació d'automòbils, 1 d'una empresa de transport, 6 d'empreses d'hostatgeria i restauració, 1 d'una empresa financera, 1 d'una empresa immobiliària, 1 d'una empresa de serveis i 1 d'una empresa classificada com a «altres activitats de serveis».
Dels 10 establiments de servei als particulars que hi havia el 2009, 1 era una oficina de correu, 2 tallers de reparació d'automòbils i de material agrícola, 1 paleta, 1 guixaire pintor, 2 lampisteries, 1 electricista i 2 restaurants.
L'únic establiment comercial que hi havia el 2009 era una fleca.
L'any 2000 a Nohant-Vic hi havia 41 explotacions agrícoles que ocupaven un total de 1.584 hectàrees.

## Equipaments sanitaris i escolars
El 2009 hi havia una escola maternal integrada dins d'un grup escolar amb les comunes properes formant una escola dispersa.

## Poblacions més properes
El següent diagrama mostra les poblacions més properes.